# ساناکوی

ساناکوی شهری در شهرستان سولنزو در استان بانوا در بورکینافاسوی غربی است و جمعیت آن ۲,۳۲۷ نفر است.